# أهارون يدلين
أهارون يدلين ( (بالعبرية: אהרן ידלין‏) (17 أبريل 1926 - 12 أغسطس 2022)، هو معلم وسياسي إسرائيلي. شغل منصب وزير التربية والتعليم (1974-1977).